# グアム議会
座標: 北緯13度28分32.5秒 東経144度44分55.7秒 / 北緯13.475694度 東経144.748806度
グアム議会（英語: Legislature of Guam, チャモロ語: Liheslaturan Guåhan）は、アメリカ合衆国グアム準州の立法機関である。一院制の立法府は15人の議員で構成され、各議員の任期は2年である。議員は全員、グアム島を1つの選挙区とする特別選挙で選出される。1950年のグアム自治法制定後、第1議会は21名の選出議員で構成された。現在の第37議会（英語: 37th Guam Legislature, チャモロ語: I Mina' Trentai Siette Na Liheslaturan Guåhan）は、2022年11月に選出された15名の議員で構成されている。

## 歴史

### アメリカ時代： 1898年～1941年、1944年～現在
スペインは1898年の米西戦争でグアムを無血侵攻で失った。その後40年間、アメリカ海軍がグアムの行政権を握り、海外領土というよりも軍事的前哨基地として扱われ、島の問題に民間人が口を挟むことはほとんどなかった。
ウィリス・ウィンター・ブラッドリー知事は、1930年代に、海軍知事に対する選挙で選ばれた諮問機関として、グアム議会を設立した。1941年12月8日、大日本帝国軍はグアムに侵攻し、3年間にわたるグアム占領が始まった。グアム島は1944年、激しいグアムの戦いの中で最終的に奪還された。
終戦後、アメリカ海軍は島々の軍事的支配を再開しようとしたが、過酷な日本軍の占領下にあったため、より大きな権利を求めていた地元のチャモロ人は狼狽した。
アメリカ政府はこれに耳を傾けた。その結果が、ハリー・S・トルーマン大統領が署名した1950年のグアム自治法である。この法律により、行政、立法、司法部門を持つ民間の領土政府が設立された。グアムで初めて民主的な文民政府が誕生したのである。

## 議会の構造
1950年に制定されたグアム自治法は、グアム準州議会の設置を規定している。同法は、グアム準州議会は最大21人の議員を擁する一院制であり、選挙は2年ごとに行われると定めている。
1996年に同法が改正されるまでは、グアム準州議会は21人の議員を擁していたが、それ以降は15人となっている。グアム準州議会の議員は、いくつかの特別選挙区と島全体の特別選挙によって選出されてきた。1980年代以降、グアム準州議会の議員は、党派を問わない予備選挙とそれに続く全島選挙によって選出されている。

## 議員要件
議員の資格は、グアム準州法に下記のように明示されている。
- 候補者は、少なくとも25歳でなければならない
- 候補者は、議員になろうとする準州議会が開かれる前の少なくとも5年間、グアムに居住していなければならない。

## 議席
議会は現在、ハゴーニャ村のチャラン・サント・パパ沿い、ドゥルセ・ノンブレ・デ・マリア大聖堂の真向かいにあるグアム議会議事堂で開かれている。